# 朱美圭
晉憲王朱美圭（1399年—1441年）（《弇山堂別集》作朱美𡋣），是明朝晉定王朱濟熺之子。他在永樂三年封世子，永樂十二年遭叔父朱濟熿誣陷而被廢，隨父親守墳。永樂二十一年復封平陽王。宣德十年，朱美圭被續封為晉王，受命奉朱濟熺归藩，但使者未到，朱濟熺就去世了，其晉王爵位直到死後才得到追復。
朱美圭在正統六年死，諡號晉憲王，他的兒子晉莊王朱鍾鉉繼承他。

## 家庭

### 妃
1. 正妃孔氏。
2. 次妃崔氏，生朱鍾鉉。
3. 妾邵氏，生朱鍾鐸、朱锺鏸、朱鍾鋐。

### 子女

#### 子
1. 晉莊王 朱鍾鉉
2. 徐溝悼僖王 朱鍾鐸
3. 河東昭靖王 朱鍾鏸
4. 太谷懷僖王 朱鍾鋐

| 前任： 叔父朱濟熿 | 明平陽國國王 1423年－1435年 | 無 原因：襲封晉國，封國廢除 |
| 前任： 叔父朱濟熿 | 明晉國國王 1435年－1441年   | 繼任者： 子莊王朱鍾鉉       |